# Ibiza Bar
Ibiza Bar è una canzone della progressive rock band inglese Pink Floyd.

## Descrizione
È il lato B del singolo The Nile Song uscito in Francia e Giappone, ed è inoltre contenuta nell'album Music from the Film More, poiché fa parte della colonna sonora del film More - Di più, ancora di più.
Ibiza Bar è una sorta di continuazione di The Nile Song, della quale riprende lo stesso impianto hard rock e quasi gli stessi accordi. Si differenzia da quest'ultima per i toni leggermente più morbidi.
Ibiza Bar è la prima canzone che si ascolta nel film More - Di più, ancora di più. Accompagna la scena nella quale il protagonista entra in un bar parigino per giocare a carte.

## Cover
Una cover del brano è stata eseguita dai Love Battery.

## Formazione
- David Gilmour - Chitarra, voce
- Richard Wright - Pianoforte, organo
- Roger Waters - Basso
- Nick Mason - Batteria, percussioni